# Carex vacillans
Espèce
Classification phylogénétique
Carex vacillans est une espèce de plantes du genre Carex et de la famille des Cyperaceae.